# Pellezzano
Pellezzano ist eine italienische Gemeinde mit 10.888 Einwohnern (Stand 31. Dezember 2023) in der Provinz Salerno in der Region Kampanien.

## Geografie
Die Nachbargemeinden sind  Baronissi, Cava de’ Tirreni und Salerno. Die Ortsteile sind Capezzano, Capriglia, Cologna, Coperchia, Grotte und Rione Piombino.

## Persönlichkeiten
- Robert Wenner (1853–1919), Industrieller